# Kalinka (pieśń)
Kalinka (ros. Калинка) – pieśń ludowa, której najsłynniejsze opracowanie napisał w 1860 Iwan Łarionow (1830–1889), wzorując się na o wiele dłuższym ludowym oryginale i specyficznym rytmie, silnie związanym z gubernią riazańską. Jeden z najbardziej znanych rosyjskich utworów muzycznych.
Po raz pierwszy utwór został odegrany jako część przedstawienia teatralnego, które stworzył Łarionow. Na nowo opracowana piosenka spodobała się elitom rosyjskim przedrewolucyjnej Rosji i w 1868 została opublikowana jako „oficjalna” pieśń ludowa.
Na zachód od Wisły specyficzna melodia tej pieśni zyskała największy rozgłos i popularność po występach Chóru Armii Czerwonej we Francji w 1937. W Polsce swoją wersję nagrała Halina Kunicka ok. 1970.
W 2018 rumuński zespół Morandi wydał singiel „Kalinka” zawierające sample z oryginalnej wersji piosenki.

## Tekst piosenki
| Tekst rosyjski (oryginalny): | Transkrypcja: | Po polsku (dosłowny przekład): |  |
| --- | --- | --- |  |
| Калинка, калинка, калинка моя! В саду ягода малинка, малинка моя! Ах, под сосною, под зелёною, Спать положите вы меня! Ай-люли, люли, ай-люли, люли, Спать положите вы меня. Калинка, калинка, калинка моя! В саду ягода малинка, малинка моя! Ах, сосёнушка ты зелёная, Не шуми ты надо мной! Ай-люли, люли, ай-люли, люли, Не шуми ты надо мной! Калинка, калинка, калинка моя! В саду ягода малинка, малинка моя! Ах, красавица, душа-девица, Полюби же ты меня! Ай-люли, люли, ай-люли, люли, Полюби же ты меня! Калинка, калинка, калинка моя! В саду ягода малинка, малинка моя! | Kalinka, kalinka, kalinka moja! W sadu jagoda malinka, malinka moja! Ach, pod sosnoju, pod zielonoju, Spatʹ położytie wy mienia! Aj-luli, luli, aj-luli, luli, Spatʹ położytie wy mienia. Kalinka, kalinka, kalinka moja! W sadu jagoda malinka, malinka moja! Ach, sosionuszka ty zielonaja, Nie szumi ty nado mnoj! Aj-luli, luli, aj-luli, luli, Nie szumi ty nado mnoj! Kalinka, kalinka, kalinka moja! W sadu jagoda malinka, malinka moja! Ach, krasawica, dusza-diewica, Polubi że ty mienia! Aj-luli, luli, aj-luli, luli, Polubi że ty mienia! Kalinka, kalinka, kalinka moja! W sadu jagoda malinka, malinka moja! | Kalinko, kalinko, kalinko moja! W sadzie jagodo malinko, malinko moja! Ach, pod sosną, pod zieloną, Spać połóżcie wy mnie! Aj-luli, luli, aj-luli, luli, Spać połóżcie wy mnie! Kalinko, kalinko, kalinko moja! W sadzie jagodo malinko, malinko moja! Ach, soseneczko ty zielona, Nie szumże nade mną! Aj-luli, luli, aj-luli, luli, Nie szumże nade mną! Kalinko, kalinko, kalinko moja! W sadzie jagodo malinko, malinko moja! Ach, krasawico, dusza-dziewico, Pokochajże ty mnie! Aj-luli, luli, aj-luli, luli, Pokochajże ty mnie! Kalinko, kalinko, kalinko moja! W sadzie jagodo malinko, malinko moja! |  |